# Ishkashimi
Ishkashimi (på ishkashimi: škošmī zəvuk eller rənīzəvuk) är ett iranskt språk som talas av Ishkashimi-folket, främst bosatt i Badakhshanprovinsen i Afghanistan och i den autonoma regionen Gorno-Badakhshan i Tadzjikistan.
Det totala antalet talare uppgår till cirka 2 500 personer, varav de flesta numera är utspridda över olika delar av Tadzjikistan och Afghanistan, inklusive mindre byar i närområdet. Baserat på dessa siffror bedöms ishkashimi vara ett språk som riskerar att bli allvarligt hotat eller försvinna helt inom de kommande 100 åren. Detta beror delvis på att andra större språk dominerar inom utbildning och vardagsliv, såsom tadzjikiska i Tadzjikistan och dari i Afghanistan. Dessa språk tränger undan användningen av ishkashimi, som därmed klassificeras som ett utrotningshotat språk. Därtill försvåras dokumentationen av ishkashimi av bristen på omfattande språkforskning och avsaknaden av ett skriftsystem.
Språket är nära besläktat med dialekterna zebaki och sanglechi i Afghanistan. Tidigare betraktades det som en del av sanglechi-ishkashimi-gruppen (sgl), men nyare språkvetenskapliga analyser har påvisat betydande skillnader mellan dessa varieteter. Ljudsystemet och grammatiken i ishkashimi liknar dock fortfarande zebaki-dialektens struktur.
Ordet Ishkashimi (på språket: Škošmi) tros ha sitt ursprung i en indoarisk form, *śaka-kṣamā, som kan tolkas som ”saka-folkets land”.

## Geografisk spridning
Ishkashimi har cirka 2 500 talare, varav omkring 1 500 bor i distrikten Ishkashim och Wakhan samt i byar i Badakhshanprovinsen i Afghanistan. Resterande cirka 1 000 talare återfinns i den autonoma regionen Gorno-Badakhshan i Tadzjikistan, särskilt i staden Ishkoshim och i de närliggande byarna Ryn och Sumjin.

## Klassificering
Ishkashimi är ett iranskt språk inom den indoeuropeiska språkfamiljen. Språket ansågs tidigare tillhöra den östiranska undergruppen sanglechi-ishkashimi, men nyare forskning har visat att skillnaderna mellan varieteterna är så stora att denna klassificering inte längre är lämplig. Sedan den 18 januari 2010 har de två språken klassificerats separat som sanglechi respektive ishkashimi.
Undergruppen har även betraktats som en del av pamirspråken, tillsammans med språk som wakhi, shughni, rushani, sarikoli och yazgulyami. Denna indelning bygger dock på geografisk snarare än genetisk närhet.

## Officiell status
Ishkashimi saknar officiell status i de regioner där språket talas och betraktas som hotat.